# Carlos Francisco de Croix
Carlos Francisco de Croix (Lilla, 1 de gener de 1703 - València, 28 d'octubre de 1778), marquès de Croix, va ser un militar i polític del segle xviii al servei del Regne d'Espanya.
Va començar la seva carrera militar en la guàrdia valona, va seguir en la companyia flamenca de Guàrdia de Corps, i va participar en les campanyes d'Itàlia de la primera meitat del xviii. Nomenat tinent general en 1745. També va participar en la campanya de Portugal de 1762. Va arribar a capità general dels Exèrcits de Carles III en 1770.
Va servir als reis Felipe V, Ferran VI i Carles III. Va arribar a ostentar els càrrecs de capità general d'Andalusia, capità general de Galícia (juny de 1756-setembre de 1766), virrei de Nova Espanya (25 d'agost de 1766-22 de setembre de 1771) i, finalment, capità general de València entre 1777 i 1786.
A Galícia va dedicar bona part dels seus esforços a obres públiques i a la millora de les infraestructures, en particular de la xarxa viària. A Nova Espanya li va tocar superar segons alguns historiadors una de les etapes «més convulses» del Virregnat al llarg del segle xviii, en una època de clara decadència econòmica, encara que la seva actuació com a administrador va ser ben considerada. Durant el seu mandat a Mèxic es va ocupar de l'Expulsió dels jesuïtes —de forma expeditiva i sense moltes contemplacions, segons alguns autors—, combatre tribus índies revoltades a Sonora i Sinaloa, així com d'impulsar les obres del desguàs de Huehuetoca. Tornaria a Espanya pobre i amb deutes. La seva hereva va ser Fernanda de Croix y Vergel.
Es va fer famós quan va expulsar els jesuïtes de la Nova Espanya i va publicar el seu bàndol on deia "... y pues de una vez para lo venidero deben saber los súbditos del gran Monarca que ocupa el trono de España, que nacieron para callar y obedecer y no para discurrir ni opinar en los altos asuntos del gobierno.”